# Rüdiger Hoth
Rüdiger Horst Hoth (* 16. Oktober 1940 in Wiek, Rügen, Provinz Pommern) ist ein deutscher Bauingenieur.

## Werdegang
Mit dem Beginn der Wiederherstellung des im Zweiten Weltkrieg schwerbeschädigten Berliner Doms wurde Hoth 1975 als Dombaumeister eingestellt. In vielen Verhandlungen mit der Staatsführung der DDR erreichte er, dass der Dom weitgehend gemäß den Originalentwürfen von Julius Raschdorff rekonstruiert wurde. Im Juni 1993 konnten die aufwendigen Arbeiten abgeschlossen werden. Hoth trat Ende November 2005 in den Ruhestand.

## Ehrungen
- 1. Oktober 1996: Verdienstorden des Landes Berlin
- 2005: Verdienstkreuz 1. Klasse der Bundesrepublik Deutschland

## Schriften
- Der Dom zu Berlin. Deutscher Kunstverlag, München 1991.
- Die Gruft der Hohenzollern im Dom zu Berlin. Deutscher Kunstverlag, München 1992.